# Etologi

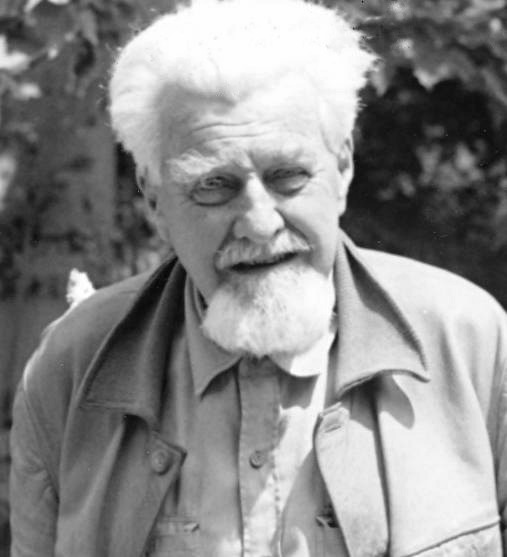
Konrad Lorenz 1978.

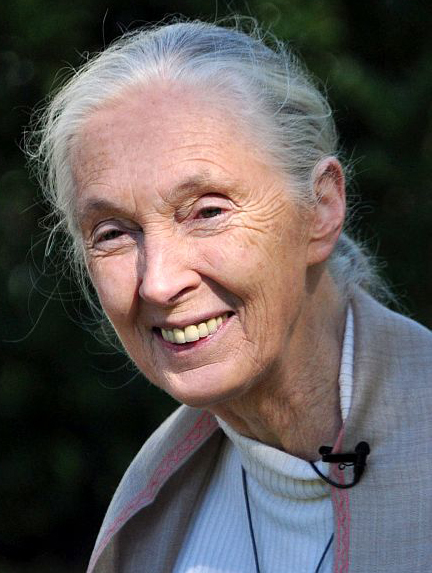
Jane Goodall räknas bland världens främsta experter på schimpansers beteende.

Etologi (av grek. ἦθος, ethos, "sed, vana"; och -λογία, -logia, "lära") är läran om djurs beteenden, och orsaker till dessa. En person utbildad inom området etologi kallas för etolog.

## Etologins framväxt
Charles Darwin är förmodligen den person som haft störst betydelse för etologins utveckling. Hans evolutionsteori banade väg för jämförande studier av djur och deras beteenden. Han skrev själv en bok i ämnet, Känslornas uttryck hos människan och djuren, som troligtvis var det första jämförande etologiska forskningsarbetet. Trots detta dröjde det innan etologin kunde betraktas som en egen vetenskap.
Vid 1900-talets början uppstod det två skilda skolor av syn på djurens beteende. I USA verkade behavioristerna med John B. Watson och B.F._Skinner som frontfigurer. De arbetade mestadels med råttor och möss i välkontrollerade laboratoriemiljöer och var starkt inriktade på inlärningsprocesser och reflexer. I Europa dominerade istället intresset för instinkter, några nyckelpersoner här var Karl von Frisch som kartlade binas dansspråk, samt Konrad Lorenz och Niko Tinbergen. Dessa tre män tilldelades nobelpriset i fysiologi eller medicin 1973 för sina insatser i utvecklandet av etologin.

## De fyra frågorna
Tinbergen menade att man som etolog måste besvara fyra frågor om ett beteende för att nå en fullständig biologisk förklaring, nämligen: 
- Hur påverkar beteendet individens chans att överleva och föröka sig?
- Vilka faktorer får ett särskilt beteende att uppträda vid en viss tidpunkt?
- Hur förändras beteendet under djurets livstid, och hur påverkas det av upplevelser djuret har under sin uppväxt?
- Hur har beteendet formats under evolutionens gång, hur är beteendet jämfört med liknande beteenden hos närbesläktade arter?

## Proximata och ultimata förklaringsmodeller
Frågeställningar inom etologin kan besvaras utifrån två olika förklaringsmodeller. Proximata (närliggande) förklaringsmodeller och Ultimata (evolutionära) förklaringsmodeller. Proximata förklaringsmodeller besvarar frågor om djurens beteende utifrån de fysiologiska beteendemekanismer som gör det möjligt för ett djur att utföra ett beteende. Proximata förklaringsmodeller ser till djurets fysiologiska förutsättningar, individuell utvecklingsgrad, kognitiva förmågor och genetiska förutsättningar för att utföra ett beteende. Detta ställs i kontrast till de ultimata förklaringsmodellerna som ser till beteendets evolutionära historia. Det vill säga "Hur påverkar beteendet individens fitness?" eller "Hur har ett beteende formats under evolutionens gång?"

## Beteenderesponser

### Nyckelretningar
Stimuli som utlöser artspecifika beteenden. Stimulit passar som nyckeln i ett lås för att utlösa beteendet, därav namnet.

### Supernormala retningar
När stimuli läggs samman eller överdrivs kan detta leda till att stimulit har en stark förmåga att framkalla ett beteende. Ett klassiskt exempel på supernormala retningar återfinns hos spigg. Den svullna buken hos spigghonan triggar uppvaktningsbeteende hos hanarna. Om hanarna får se två modeller av en spigghona, en med normalsvullen och en med överdrivet svullen buk, så väljer hanen att rikta sitt uppvaktningsbeteende mot modellen med den överdrivet svullna buken. 

### Överslagshandlingar
Djuret utför ett icke-motiverat beteende när detta befinner sig i en situation där det uppstår ambivalens om vilket beteende som bör utföras. Ett exempel på ett sådant beteende återfinns hos måsar som i en situation där det är svårt att avgöra om det är lämpligt att attackera eller fly undan från en motståndare börjar att utföra ett tredje beteende så som födosöksbeteenden eller fjäderputsning. Att klia sig på huvudet är en typisk överslagshandling som återfinns hos människor i stressade situationer. 

### Tomgångshandling
Djuret har en hög inre motivation för att utföra ett beteende trots avsaknad av yttre stimuli. Miljön som djuret befinner sig i erbjuder inga eller begränsade möjligheter att utföra beteendet. Djurets inre motivation är dock så stark att den trots avsaknad av yttre stimuli ändå utför beteendet. 

## Inlärning
Inlärning är ett mångfacetterat område och det finns många olika typer av inlärning. Vilka beteenden som kan läras in är beroende av djurets fysiologiska förutsättningar och evolutionära historia. 

### Prägling

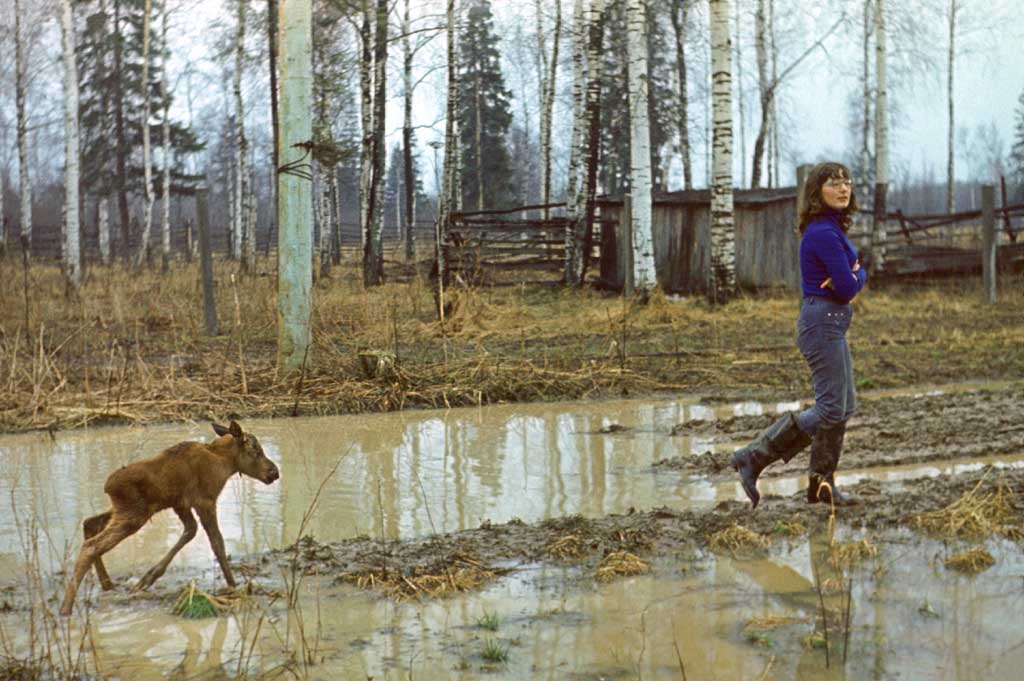
En älg präglad på sin skötare.

En upptäckt som Lorenz gjorde var präglingen, där ett ungt djurs tidiga sociala interaktion med sina föräldrar leder till att de bland annat lär sig vad som är en passande sexuell partner. Lorenz såg att gässlingar och kycklingar följde sina mammor till synes spontant från första dagen de kläckts, och han upptäckte att han kunde ersätta mamman med nästan vad som helst som var stort och rörligt så länge man presenterade det för ungarna under en viss period, hos kycklingar mellan åtta och sexton timmar efter kläckning.

## Modern forskning inom etologi
Modern forskning inom etologi bedrivs i flera olika syften. Dels kan syftet vara att skapa en bättre förståelse för de underliggande faktorer som påverkar beteenden så som genetiska och epigenetiska faktorer eller omgivningens påverkan. Utifrån modern forskning om etologi skapas insikt om beteenden som rör bland annat inlärning, personlighet och stress. Vidare bedrivs även etologisk forskning för att främja god djurvälfärd. Detta genom att bättre förstå djurens behov och hur dessa påverkas av olika parametrar i skötsel, hållning och omvårdnad. Forskning inom etologi och utbildningsprogram inom Sverige för etologer bedrivs bland annat på Linköpings universitet och Sveriges lantbruksuniversitet (SLU).

## Yrkesorganisation
Yrkesorganisationen Sveriges Akademiska Etologer är en förening för högskoleutbildade etologer i Sverige.